# ترنس تو د سان
ترنس تو د سان (به انگلیسی: Trance to the Sun) گروهٔ موسیقی نئو-سایکدلیک پست-پانک می‌‍باشد که در اصل در سانتا باربارا، کالیفرنیا مستقر بود.